# Trichomanes ulei
Trichomanes ulei är en hinnbräkenväxtart som beskrevs av Christ. Trichomanes ulei ingår i släktet Trichomanes och familjen Hymenophyllaceae. Inga underarter finns listade.